# Hino nacional da Colômbia
O Hino nacional da Colômbia (em castelhano: Himno Nacional de la República de Colombia) é o hino nacional da Colômbia. A letra é do presidente Rafael Núñez com música de Oreste Sindici. Foi composto em 1897 e adotado como hino em 1920.
A letra do hino é composta por um coro e onze estrofes, originalmente escrita pelo presidente Rafael Núñez como uma ode para celebrar a independência de Cartagena. A música foi composta pelo italiano Oreste Síndici a pedido do ator José Domingo Torres, durante a presidência de Rafael Núñez e apresentada ao público pela primeira vez em 11 de novembro de 1887. A canção ganhou grande popularidade e foi rapidamente adotada, embora espontaneamente, como o hino nacional da Colômbia.
Foi oficializada pela Lei 33 de 18 de outubro de 1920. O músico José Rozo Contreras revisou as partituras e preparou as transcrições para a banda sinfônica, que foi adotada como versão oficial pelo decreto 1963 de 4 de julho de 1946. O hino tem sido objeto de projetos de reforma, amplamente executado em outras artes e tem sido executado em várias versões.

## História

### Antecedentes
Em 1819, as contradições "La vencedora" e "La libertadora" foram executadas para celebrar o triunfo do Exército Patriota na Batalha de Boyacá. Após a independência da Colômbia e a dissolução da Grã-Colômbia, numerosas canções foram escritas em homenagem aos libertador Simón Bolívar. Um dos primeiros antecedentes do hino nacional foi apresentado em 20 de julho de 1836, quando o espanhol Francisco Villalba, que chegou à Colômbia com uma companhia de teatro, compôs uma canção patriótica para Nueva Granada. A canção tornou-se muito popular e foi considerado o primeiro hino patriótico do país, os versos do coro são os seguintes:
Gloria eterna a la Nueva Granada,
que formando una nueva nación,
hoy levanta ya el templo sagrado
de las leyes, la paz y la unión.— Himno Nacional de la República de Colombia  (em castelhano)

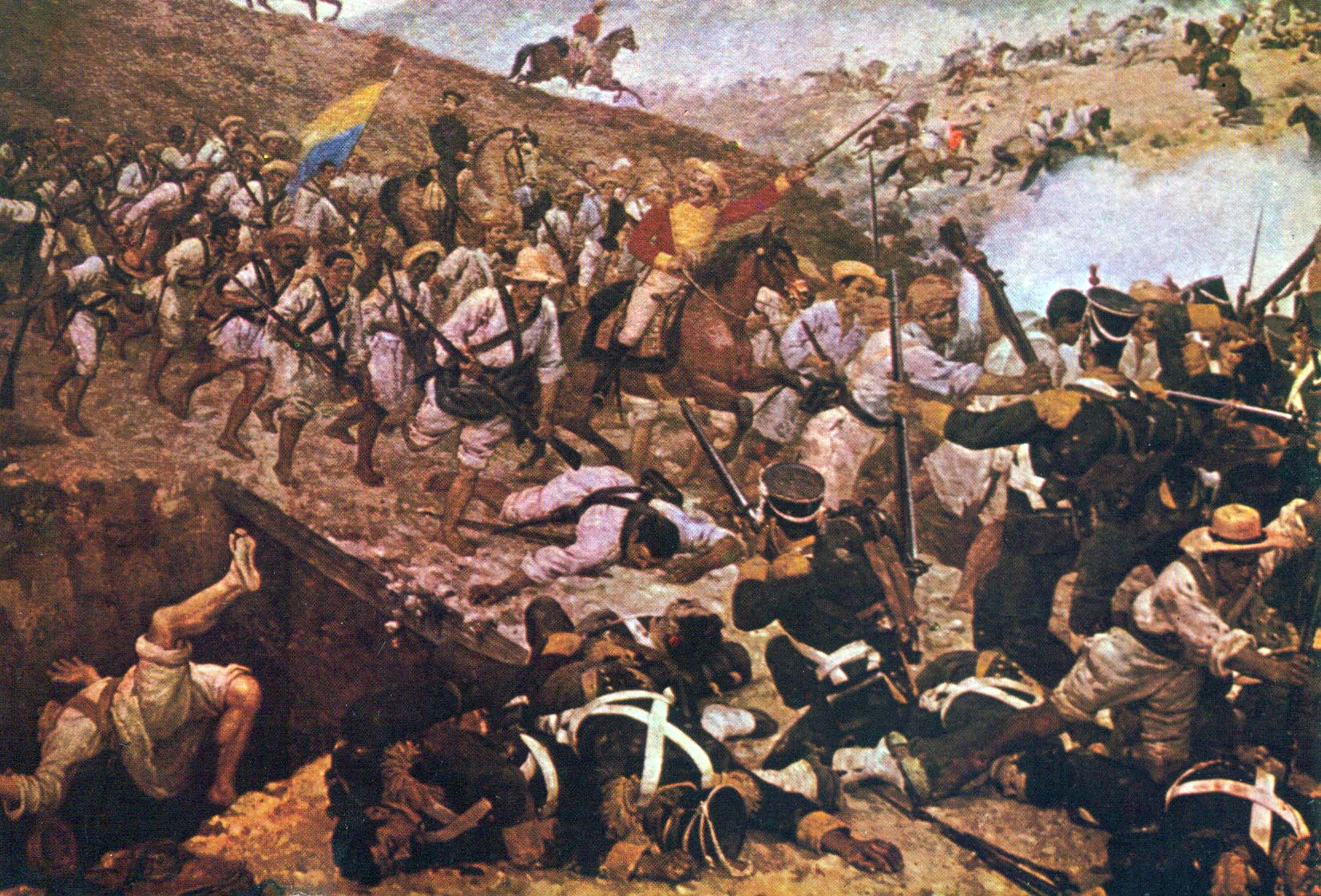
A quadrilha La vencedora foi realizada no campo da Batalha de Boyacá.

Em 1847, o compositor e pintor inglês Henry Price, fundador da Sociedade Filarmônica, musicou alguns versos de Santiago Pérez, em um hino denominado "Canción nacional", que não foi amplamente aceito devido à sua simplicidade. Henry Price foi pai de Jorge Wilson Price, que após morar em Nova York voltou a Bogotá em 1855 para se dedicar à tradução de composições e fundar a Academia Nacional de Música da Colômbia em 1882, convidando o jovem compositor italiano Oreste Síndici como orientador e professor. da mesma. Em 1910, a Academia Nacional de Música se tornaria o Conservatório Nacional da Colômbia.